# Rivolta alauita del 1919
La rivolta alauita del 1919 (nota anche come rivolta dello sceicco Saleh al-Ali) fu una ribellione, guidata dallo sceicco Saleh al-Ali, contro le forze di occupazione francesi dislocate in Siria dopo il ritiro delle truppe ottomane nell'ottobre del 1918. La rivolta continuò come parte della guerra franco-siriana contro il governo francese del neocostituito Mandato francese della Siria e del Libano. Il teatro dei combattimenti fu principalmente l'area della catena montuosa costiera del Jabal Ansariyah. La rivolta fu uno dei primi atti di resistenza armata contro le forze francesi in Siria, ed il suo leader, lo sceicco Saleh al-Ali, dichiarò la sua fedeltà al governo arabo provvisorio di Damasco. Egli si coordinò con i leader di altre rivolte anti-francesi nel paese, tra cui la rivolta di Ibrahim Hananu nella campagna di Aleppo e la rivolta di Subhi Barakat ad Antakya.

## Scenario
In seguito al ritiro delle truppe ottomane dalla città costiera di Latakia nell'ottobre 1918, dovuto all'avanzata delle forze dell'Intesa e dell'esercito sceriffiano in Siria, i membri dell'élite musulmana sunnita di Latakia istituirono un'amministrazione provvisoria la cui autorità era, di fatto, limitata alla città. L'amministrazione di Latakia dichiarò da subito la sua fedeltà al leader hashemita dell'esercito sceriffiano, Emir Faisal, che aveva da poco stabilito un governo provvisorio con sede a Damasco. Nella catena montuosa del Jabal Ansariyah a est di Latakia e nelle città costiere prevaleva però uno stato di cose caotico, con diverse milizie alauite che controllavano la regione, abitata prevalentemente da musulmani alauiti. Nel frattempo, all'inizio di novembre, un contingente militare francese era sbarcato a Latakia ed aveva esautorato il governo provvisorio della città, assumendone il controllo con l'obiettivo dichiarato di estendere l'occupazione francese al resto della Siria
Il catalizzatore della rivolta alauita fu un tentativo delle autorità militari francesi di mediare le controversie tra i leader alauiti ed ismailiti dell'area di al-Qadmus nel Jebel Ansariyah.
Secondo lo storico Dick Douwes, il conflitto ad al-Qadmus "non può essere facilmente attribuito a fattori di classe o settari" a causa della "natura clanica della politica locale" nella regione.  Il conflitto iniziò quando, all'indomani del ritiro ottomano, emerse un nuovo gruppo di leader nelle vicinanze di al-Qadmus sfidando l'autorità tradizionale degli emiri ismailiti della città. La nuova leadership era composta da ismailiti, compresi i figli di alcuni emiri, e alauiti locali. Le tensioni tra le due parti si intensificarono quando un uomo ismailita uccise il figlio di un capo della tribù alauita del clan dei Khayyatin. I Khayyatin si mobilitarono contro gli emiri ismailiti dopo che non venne pagato il tradizionale denaro del sangue per compensare l'uccisione. Dopo un fallito tentativo di mediazione da parte degli sceicchi alauiti di Masyaf, i Khayyatin e i clan alauiti loro alleati lanciarono un attacco contro gli ismailiti di al-Qadmus nel marzo 1919.
Nel maggio 1919, una serie di conflitti per il possesso della terra e del bestiame, scoppiati tra i musulmani sunniti e gli ismailiti residenti nel villaggio di Khawabi, spinse i musulmani sunniti a invitare i clan alauiti ad attaccare gli ismailiti. Circa 100 residenti furono uccisi nei combattimenti successivi e altre migliaia di ismailiti fuggirono nella città portuale di Tartus. Le milizie alauite lanciarono incursioni anche contro villaggi greci ortodossi e maroniti nella zona di Tartus. I rappresentanti francesi, che Douwes descrisse come "male informati" sulla politica nell'area,  tentarono di negoziare con i capi alauiti coinvolti nel conflitto, incluso lo sceicco Saleh al-Ali. Questi era un proprietario terriero alauita di 35 anni rispettato a livello locale ed uno sceicco religioso popolarmente noto per la sua resistenza all'ingerenza ottomana negli affari degli abitanti del Jabal Ansariyah.  L'arbitrato francese alla fine si rivelò infruttuoso.

### Preludio
Lo sceicco Saleh era determinato a prevenire l'interferenza straniera negli affari della regione del Jabal Ansariyah e considerava il governo arabo di Damasco una minaccia per la sua autorità decisamente inferiore rispetto a quella dei francesi. L'intervento francese conferì al conflitto "caratteristiche anticoloniali e nazionalistiche", secondo Douwes. Questi fattori contribuirono alla dichiarazione di fedeltà di Saleh al-Ali ad Emir Faisal e all'annuncio della solidarietà con il crescente movimento nazionalista arabo. Il 15 dicembre 1918, lo sceicco Saleh convocò una riunione di dodici eminenti notabili alauiti nella città di al-Shaykh Badr.  Saleh aveva convocato la riunione in risposta alla notizia che le forze militari francesi stavano occupando la costa siriana e si stavano muovendo per affermare il loro controllo sulle montagne.  Saleh avvertì i partecipanti all'incontro che i francesi avevano già occupato la costa siriana con l'intenzione di separare la regione dal resto del Paese, strappando le bandiere degli arabi, e li esortò a ribellarsi e cacciare i francesi dalla Siria. Riuscì a persuadere gli sceicchi presenti a contribuire alla lotta fornendo combattenti al suo esercito irregolare per affrontare i francesi.

## Rivolta

### Primo scontro

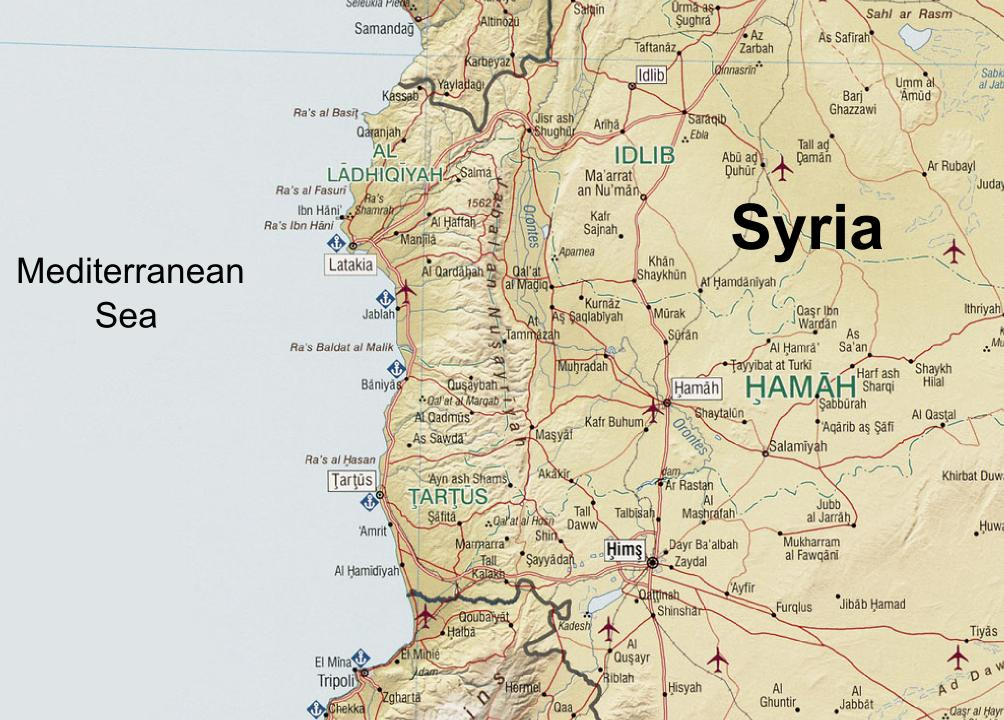
Mappa della Siria che mostra la catena montuosa del Jebel Ansariyah

Quando le autorità francesi vennero a conoscenza dell'incontro organizzato dallo sceicco Saleh,  inviarono delle truppe da al-Qadmus ad al-Shaykh Badr per arrestare lui e i suoi uomini. Questi ultimi tesero però un'imboscata alle forze francesi nel villaggio di Niha, a ovest del Wadi al-Oyoun. Le forze francesi furono sconfitte e subirono più di 35 vittime.

### Battaglie di al-Qadmus e Shaykh Badr
Dopo la sua vittoria a Niha, lo sceicco Saleh iniziò a organizzare i suoi uomini in una forza disciplinata con un comando generale e ranghi militari. L'esercito ribelle era sostenuto dalla popolazione locale, con le donne che fornivano acqua e cibo e sostituivano gli uomini come lavoratori nei campi. Lo sceicco Saleh stava anche guadagnando costantemente il sostegno di altri sceicchi alauiti e notabili musulmani sunniti di Latakia, Baniyas, Tartus, al-Haffah e altrove nella regione.  Al contempo però piccole bande di miliziani ismailiti, che erano stati in conflitto con i miliziani alauiti nei mesi precedenti la rivolta, aiutarono i militari francesi nei loro tentativi di reprimere la ribellione armata nelle montagne costiere.
In conseguenza di ciò, lo sceicco Saleh attaccò gli ismailiti, assalendoli ad al-Qadmus, nell'area di Khawabi e Masyaf. Le autorità francesi corsero in aiuto degli ismailiti e attaccarono le forze di Saleh il 21 febbraio 1919, ma furono sconfitte di nuovo.  Il risultato spinse il generale britannico Edmund Allenby a intervenire chiedendo a Saleh di cessare le ostilità e di ritirarsi da al-Shaykh Badr. Saleh rispose positivamente, chiedendo però alle forze francesi di mantenere una distanza di almeno un'ora da al-Shaykh Badr,  richiesta che non venne accettata dai francesi. Questi ultimi, al contrario, presero posizione sulle montagne e con batterie di cannoni iniziarono a bombardare i villaggi di al-Shaykh Badr e al-Rastan, più a est nelle pianure. I combattimenti che ne seguirono continuarono nella notte e portarono alla terza sconfitta dell'esercito francese contro Saleh. In seguito, lo sceicco guidò ancora una volta un assalto contro gli ismailiti di al-Qadmus, saccheggiando la città e bruciando libri religiosi e manoscritti ismailiti nella pubblica piazza. Gli ismailiti riconquistarono al-Qadmus in un contrattacco il 17 aprile.
Nel luglio 1919, per rappresaglia agli attacchi francesi contro le posizioni ribelli,  Saleh attaccò e occupò diversi villaggi ismailiti alleati dei francesi. Successivamente venne conclusa una tregua tra Saleh e i francesi,  e da allora le forze dello sceicco ebbero il pieno controllo del Jabal Ansariyah. Tuttavia, i francesi, violando la tregua, occuparono e bruciarono il villaggio ribelle di Kaf al-Jaz. Saleh si vendicò attaccando e occupando al-Qadmus da cui i francesi conducevano le loro operazioni militari contro di lui.  Con l'assistenza delle unità del Comitato di difesa nazionale di Hama e Homs,  Saleh successivamente organizzò un campo militare ad al-Qadmus per addestrare le reclute.  Gli eventi esterni all'area del Jabal Ansariyah contribuirono al successo del movimento ribelle dello sceicco Saleh. I due eventi principali furono la rivolta popolare scoppiata ad Talkalakh, una città appena a sud-est dell'area montagnosa, guidata dal clan Dandashi, e un'offensiva delle forze irregolari turche di Mustafa Kemal contro i francesi a Latakia.  La rivolta guidata dai Dandashi a Talkalakh venne sostenuta dalle unità del Comitato di Difesa Nazionale di Hama e Homs e da volontari armati di Damasco guidati dal leader druso Sultan al-Atrash. A Talkalkah i ribelli costrinsero la locale guarnigione francese a ritirarsi dal Jabal Ansariyah in direzione di Tripoli nell'estate del 1919. Nel frattempo, l'offensiva turca contro Latakia fu arrestata da un contingente francese a nord della città,  con il risultato di distrarre parte delle forze francesi dai combattimenti contro i ribelli dello sceicco Saleh.
Per un intero anno dopo il luglio 1919, le forze militari francesi non furono in grado di affermare il controllo sul Jabal Ansariyah. Il 20 febbraio 1920, Saleh attaccò un deposito francese nella città portuale di Tartus, ma un contrattacco navale francese lo costrinse a ritirarsi. Il 3 aprile, durante la guerra franco-siriana, i francesi attaccarono Saleh, infliggendo pesanti perdite e danni alle sue forze, ma il contrattacco di Saleh scacciò i francesi dai villaggi che avevano precedentemente conquistato. Nell'estate del 1920, l'anziano generale francese in Siria, Henri Gouraud, rinnovò i preparativi per conquistare il Jabal Ansariyah e il resto della Siria. Gouraud, che aveva concluso una tregua con Mustafa Kemal a maggio,  si avvicinò a Saleh per concludere una tregua il 12 giugno, senza però alcun risultato. Una settimana prima dei negoziati del 12 giugno, Saleh aveva infatti incontrato il generale Yusuf al-'Azma dell'esercito arabo di Faisal e nell'incontro gli fu chiesto di continuare la sua resistenza contro l'esercito francese.  Saleh aveva anche ricevuto sostegno militare materiale dalle famiglie Haroun e Shraytih,  i due clan musulmani sunniti più importanti di Latakia, e dalle loro milizie. Lo sceicco poteva inoltre contare su di un aiuto simile da parte del governo di Faisal e degli irregolari turchi dell'Anatolia meridionale. Con questo sostegno, lo sceicco Saleh decise di continuare la lotta armata, nonostante le defezioni di alcuni dei suoi partigiani e rivali alauiti, corrotti dagli ufficiali di collegamento francesi perché rinunciassero al loro sostegno alla rivolta.

### Fine della rivolta
L'equilibrio del potere iniziò a spostarsi a favore dei francesi quando conquistarono Damasco e posero fine al Regno arabo di Siria a seguito della battaglia di Maysalun il 24 luglio 1920. A seguito della sconfitta dell'esercito arabo a Maysalun,  Saleh cercò di consolidare la sua posizione e attaccò i francesi e gli ismailiti a Maysaf. Nonostante la battuta d'arresto rappresentata dalla caduta del governo arabo, la ribellione dello sceicco Saleh ricevette una impulso dall'apertura di un grande fronte nella campagna di Aleppo a nord-est del Jabal Ansariyah. Una rivolta guidata da Ibrahim Hananu era presente lì da mesi, ma si intensificò dopo l'occupazione francese di Aleppo il 23 luglio. Le bande ribelli nella campagna di Aleppo e le loro operazioni contro i francesi hanno contribuito ad alleviare la pressione sui ribelli dello sceicco Saleh sulle montagne. Secondo lo storico Phillip S. Khoury, servì anche come nuova fonte di aiuti militari e "supporto morale tanto necessario".
Il 29 novembre 1920 Gouraud organizzò una vera e propria campagna contro le forze di Saleh nel Jabal Ansariyah, tentando prima di attaccare le forze dello sceicco ad Ayn Qadib vicino a Qadmus, ma senza successo. I francesi entrarono quindi nel villaggio di Saleh ad al-Shaykh Badr senza incontrare resistenza e arrestarono molti notabili alauiti, alcuni dei quali furono giustiziati o imprigionati. Saleh riuscì a sfuggire all'arresto e fuggì nel nord, inseguito dalle forze francesi. Il 10 febbraio 1921, Saleh prese contatti ufficiali con Ibrahim Hananu per ottenere assistenza militare. I due uomini inviarono anche una lettera congiunta alla Società delle Nazioni chiedendo l'indipendenza e la libertà della Siria in linea con lo statuto della Lega e con la proposta di quattordici punti del presidente degli Stati Uniti Woodrow Wilson. I ribelli dello sceicco Saleh lanciarono ulteriori incursioni contro i francesi tra l'inverno del 1920 e l'inizio della primavera del 1921.
Gli aiuti turchi si erano nel frattempo interrotti a seguito dei rinnovati colloqui di pace tra Mustafa Kemal e i francesi. Al contempo, una forza francese composta da tre colonne circondò le posizioni dello sceicco Saleh da Latakia, da Baniyas a ovest e da Hama ad est. Tra l'aprile e il maggio 1921, si ebbero diversi scontri tra i ribelli dello sceicco e le forze francesi un con un vantaggio militare per queste ultime, ma al prezzo di pesanti perdite. Il 15 giugno, le forze francesi presero le posizioni di Saleh nelle montagne settentrionali, ma lo sceicco sfuggì di nuovo alla cattura e si nascose. Entro la fine dell'estate, l'esercito francese aveva il controllo del Jabal Ansariyah.

### Le conseguenze
Una corte marziale francese a Latakia condannò a morte lo sceicco Saleh al-Ali in contumacia, offrendo una ricompensa di 100 000 franchi per informazioni utili alla sua cattura, ma quest'ultima iniziativa non ebbe successo. Dopo che i francesi smisero di cercare di catturare Saleh, il generale Gouraud emise un atto di clemenza. Alla fine, dopo circa un anno di latitanza, lo sceicco Saleh si arrese al generale francese Gaston Billotte. In risposta a una domanda di Billotte che chiedeva al Saleh perché alla fine si fosse arreso,  lo sceicco gli disse "Per Dio, se avessi avuto solo dieci uomini armati rimasti per combattere, non avrei smesso." Lo sceicco Saleh al-Ali morì a casa sua nel 1950,  quattro anni dopo l'indipendenza della Siria dal dominio francese.

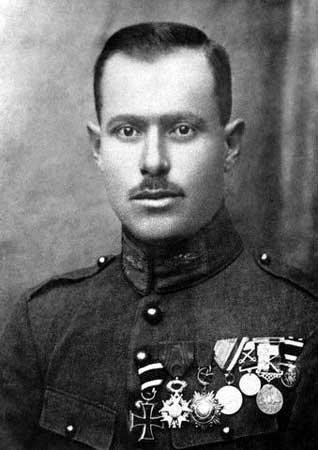
Fawzi al-Qawuqji
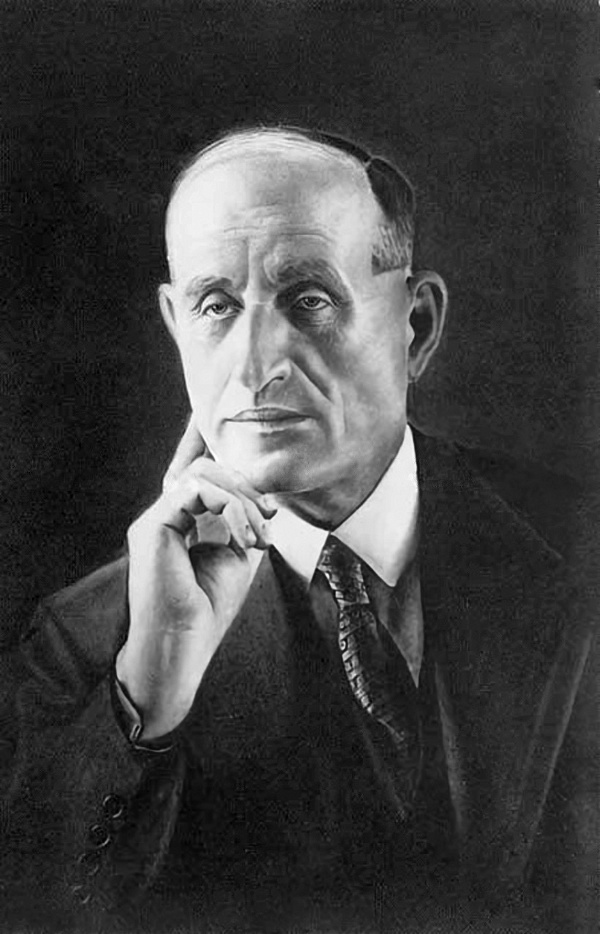
Abd Al-Rahman Shahbandar
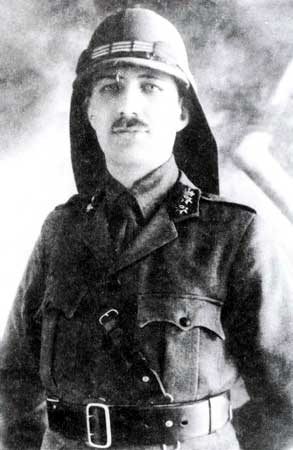
Yusuf al-'Azma
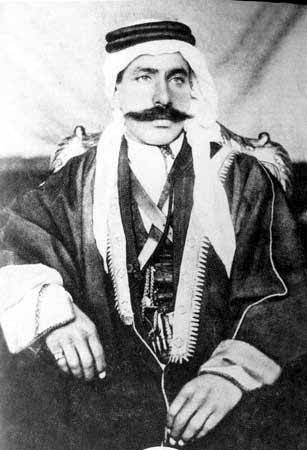
Sultan al-Atrash
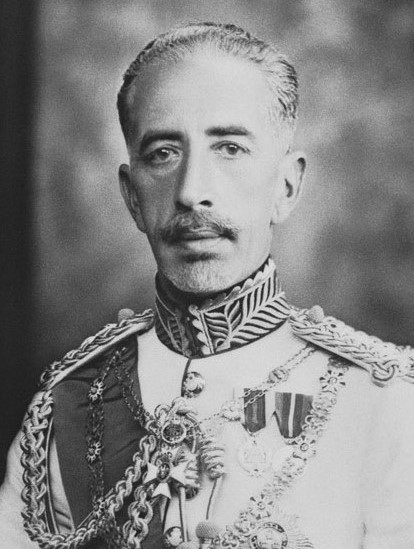
Emir Faisal
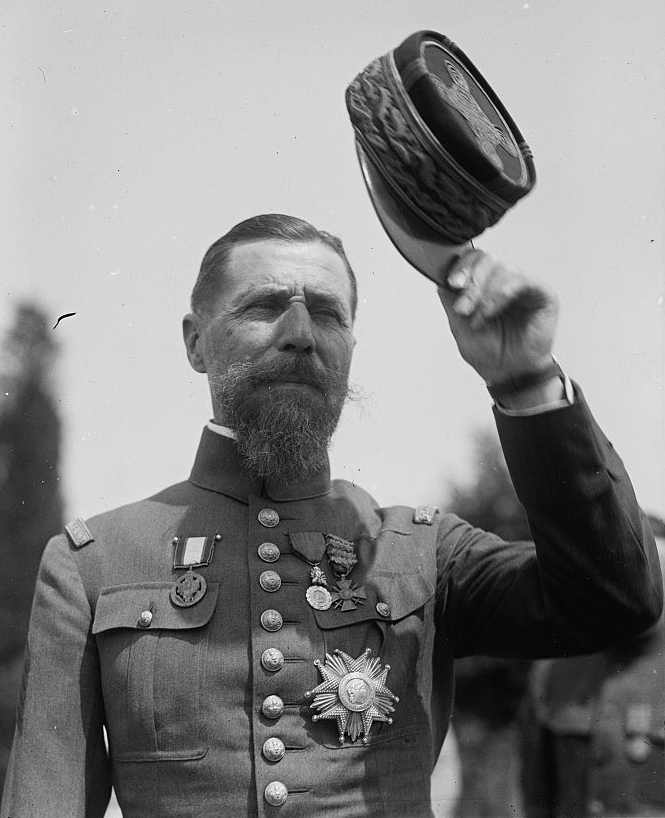
Henri Gouraud